# Arthur Emyr
Arthur Emyr Jones (Bangor, 27 de julio de 1962) es un ex–jugador británico de rugby que se desempeñaba como wing.

## Selección nacional
Fue convocado a los Dragones rojos por primera vez en marzo de 1989 para enfrentar al XV de la Rosa y disputó su último partido en octubre de 1991 ante los Wallabies. En total jugó 13 partidos y marcó cuatro tries para un total de 16 puntos (un try valía 4 puntos hasta 1993).

### Participaciones en Copas del Mundo
Solo disputó una Copa del Mundo; Inglaterra 1991 donde los Dragones rojos quedaron eliminados en fase de grupos luego ser derrotados por Manu Samoa, vencer a los Pumas y caer ante Australia. Emyr jugó todos los partidos, marcó el primer try galés en aquel torneo y este fue el único con su selección en mundiales.
| Mundial                       | Sede       | Resultado    | PJ | Tries |
| ----------------------------- | ---------- | ------------ | -- | ----- |
| Copa Mundial de Rugby de 1991 | Inglaterra | Primera fase | 3  | 1     |